# Ги IV (виконт Лиможа)
Ги IV де Комбор (фр. Guy IV de Comborn; ум. 1148) — виконт Лиможа.

Виконтство Лимож на карте Франции XII века

Сын Аршамбо IV, виконта де Комбор, и его жены Умберги Лиможской.
В 1139 году Ги IV и его младший брат Адемар IV унаследовали Лимож после смерти Адемара III — своего деда по матери, единственный сын которого Ги III умер ещё при жизни отца.
На виконтство были и другие претенденты, утверждавшие, что Лимож передаётся только по мужской линии. Однако в 1141 году французский король Людовик VII Молодой (в качестве герцога Аквитании) утвердил Адемара IV и Ги IV в их правах с условием ежегодной выплаты ими 2 тысяч серебряных марок.
Оба брата выгодно женились: Ги IV ок. 1130 года вступил в брак с Маркизой, дочерью графа Марша Одбера III, Адемар IV (ок. 1134) — с Маргаритой, дочерью виконта Раймона I де Тюренна.
Лиможем они управляли сообща: об этом свидетельствуют подписи обоих на сохранившихся документах.
В 1147 году Ги IV отправился в крестовый поход и в следующем году умер в Антиохии. Детей у него не было.